# Бузовград
Бу́зовград (болг. Бузовград) — село в Старозагорській області Болгарії. Входить до складу общини Казанлик.

## Населення
За даними перепису населення 2011 року у селі проживала 2171 особа.
Національний склад населення села:
| Національність   | Кількість осіб | Відсоток |
| ---------------- | -------------- | -------- |
| болгари          | 1304           | 62,4%    |
| турки            | 629            | 30,1%    |
| цигани           | 141            | 6,7%     |
| інша             | 5              | 0,2%     |
| не визначились   | 11             | 0,5%     |
| Всього відповіли | 2090           |          |

Розподіл населення за віком у 2011 році:
Динаміка населення: